# 바이훙

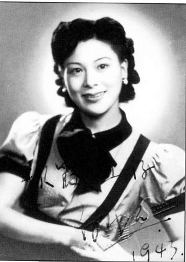

바이훙(중국어: 白虹, 1920년 2월 24일 ~ 1992년 5월 28일)은 중국의 가수이자 영화배우이다. 중국의 칠대가성 중 한 명이다.

## 삶
본명은 바이리주(白丽珠)로 베이징 시에서 태어났다. 12세에 상하이 연예계에 입문하여 '흰 무지개'(白虹)라는 뜻의 예명을 사용하기 시작했다. 바이광, 바이양과 함께 '베이징의 세 백'(北平三白)으로 불린다.
작곡가 리진광(黎锦光)과 결혼했다가, 1950년 이혼했다. 1949년 이후에도 중국에 남아 공산주의 영화에 참여했다. 문화혁명 당시에는 과거의 경력 때문에 핍박받았다.

## 주요 히트곡
- 得不到的爱情
- 恼人的秋雨
- 爱情与黄金
- 꽃은 비없이 피지 않아 (雨不洒花花不红)
- 그는 봄바람과도 같아 (郎如春日风)

## 출연 영화
- 潇湘夜雨
- 孤岛春秋
- 红楼残梦